# عقدة نصفية
العقدة النصفية هو عقدة بسيطة حيث تُوضع فيها النهاية للحبل فوق وتحت الجزء الثابت.

## اللمراجع
1. ↑  منير البعلبكي؛ رمزي البعلبكي (2008). المورد الحديث: قاموس إنكليزي عربي (بالعربية والإنجليزية) (ط. 1). بيروت: دار العلم للملايين. ص. 520. ISBN:978-9953-63-541-5. OCLC:405515532. OL:50197876M. QID:Q112315598.